# José Thurler
Dom José Thurler (Nova Friburgo, 19 de junho de 1913 — 23 de abril de 1992) foi um bispo católico brasileiro.

## Biografia
De origem suíça, José Thurler fez seus estudos no Colégio São Bento no Rio de Janeiro e ingressou no Seminário Menor de Pirapora em 1931. Cursou Filosofia no Seminário Central do Ipiranga de 1936 a 1938. Foi para Roma, cursar Teologia na Pontifícia Universidade Gregoriana de 1938 a 1942. Sua ordenação presbiteral ocorreu em 4 de abril de 1942, na Basílica de Latrão.
Ao retornar ao Brasil, foi nomeado vigário-cooperador da Matriz do Senhor Bom Jesus do Brás. De 1944 a 1945 foi Prefeito Geral de Disciplina do Seminário Central do Ipiranga; em 27 de fevereiro de 1946, nomeado pároco de São João Batista no Brás, por sete anos. Foi assistente da Juventude Masculina da Ação Católica e da Liga Independente Católica Feminina. Em 1953, foi nomeado capelão da Pontifícia Universidade Católica de São Paulo; em 25 de janeiro de 1954 Vigário Cooperador da Catedral Metropolitana; em janeiro de 1955 foi agraciado com o título de Camareiro Secreto de Sua Santidade Pio XII; em 21 de setembro, Cônego Catedrático do Cabido Metropolitano e a 6 de outubro, Cura da Catedral da Sé. Foi ainda Juiz pró-sinodal, Consultor da Arquidiocese e membro do Tribunal Eclesiástico. Mons. José Thurler também fundou em 1953 o Instituto das Auxiliares das Vocações Sacerdotais.
Eleito Bispo de Chapecó em 12 de fevereiro de 1959 pelo Papa João XXIII, recebeu a ordenação episcopal no dia 5 de abril de 1959, na Catedral da Sé em São Paulo, das mãos de Dom Armando Lombardi, Núncio Apostólico no Brasil, sendo concelebrantes Dom Carlos Eduardo de Sabóia Bandeira de Melo, Bispo de Palmas, e Dom Vicente Angelo José Marchetti Zioni, Bispo Auxiliar de São Paulo.
Mons. Thurler tomou posse da Diocese de Chapecó no dia 26 de abril seguinte. Começou a organizar a estrutura da diocese e o serviço vocacional. Teve grande dedicação aos trabalhos vocacionais. Foi fundador das Obras das Vocações Sacerdotais e começou a organizar o Seminário Menor.
Em 22 de março de 1962, João XXIII o nomeou bispo titular de Capitolias e bispo coadjutor de Sorocaba. Participou de todas as quatro sessões do Concílio Vaticano II. Com as reuniões paralelas do episcopado brasileiro, Dom José Thurler foi escolhido e aceitou assumir o cargo de diretor-geral da Obra das Vocações Sacerdotais, assim, não voltou mais a Sorocaba.
Thurler renunciou ao cargo de coadjutor de Sorocaba em 22 de março de 1965 e no ano seguinte, o Papa Paulo VI o nomeou bispo auxiliar da arquidiocese de São Paulo. Nos seus últimos anos, se ocupou principalmente ao trabalho de assistência eclesiástica às religiosas, por solicitação do cardeal Paulo Evaristo Arns.

## Ordenações episcopais
Dom José foi concelebrante da ordenação episcopal de:
- Dom Benedito de Ulhôa Vieira
- Dom Francisco Manuel Vieira
- Dom Joel Ivo Catapan
- Dom Angélico Sândalo Bernardino
- Dom Mauro Morelli
- Dom Antônio Gaspar